# Pencho Drensky
Pencho Drensky est un arachnologiste et ichtyologiste bulgare né en 1886 et mort en 1963.

## Taxons nommés en son honneur
- Amaurobius drenskii Kratochvíl, 1934
- Pardosa drenskii Buchar, 1968
- Troglohyphantes drenskii Deltshev, 1973
- Tenuiphantes drenskyi (van Helsdingen in van Helsdingen, Thaler & Deltshev, 1977)
- Inermocoelotes drenskii (Deltshev, 1990)

## Quelques taxons décrits
- Alburnus mandrensis (Drensky, 1943)
- Alburnus schischkovi (Drensky 1943)
- Antrohyphantes balcanicus (Drensky, 1931)
- Antrohyphantes rhodopensis (Drensky, 1931)
- Antrohyphantes sophianus (Drensky, 1931)
- Callobius balcanicus (Drensky, 1940)
- Centromerus bulgarianus (Drensky, 1931)
- Centromerus lakatnikensis (Drensky, 1931)
- Cheiracanthium macedonicum Drensky, 1921
- Cryphoeca pirini (Drensky, 1921)
- Gobio bulgaricus Drensky 1926
- Gonatium strugaense Drensky, 1929
- Inermocoelotes jurinitschi (Drensky, 1915)
- Inermocoelotes kulczynskii (Drensky, 1915)
- Mesiotelus scopensis Drensky, 1935
- Oxynoemacheilus bureschi (Drensky 1928)
- Palliduphantes trnovensis (Drensky, 1931)
- Phoxinus strandjae Drensky 1926
- Sabanejewia bulgarica (Drensky 1928)
- Theridion adrianopoli Drensky, 1915
- Troglohyphantes kratochvili Drensky, 1935
- Zelotes babunaensis (Drensky, 1929)
- Zodarion pirini Drensky, 1921
- Zora prespaensis Drensky, 1929